# 遠藤擬鮟鱇
遠藤擬鮟鱇（学名：Lophiodes endoi），為輻鰭魚綱鮟鱇目鮟鱇亞目鮟鱇科的其中一種，分布於西太平洋的日本、台灣、澳洲等海域，棲息深度261-750公尺，體長可達38公分，為深海底棲性魚類，屬肉食性，生活習性不明。

## 擴展閱讀
維基物種上的相關：遠藤擬鮟鱇